# Villalobar de Rioja
Villalobar de Rioja é um município da Espanha 
na província e comunidade autónoma de La Rioja, de área 10,96 km² com população de 98 habitantes (2004) e densidade populacional de 8,94 hab/km².

## Demografia
| Variação demográfica do município entre 1991 e 2004 | Variação demográfica do município entre 1991 e 2004 | Variação demográfica do município entre 1991 e 2004 | Variação demográfica do município entre 1991 e 2004 |
| --------------------------------------------------- | --------------------------------------------------- | --------------------------------------------------- | --------------------------------------------------- |
| 1991                                                | 1996                                                | 2001                                                | 2004                                                |
| 139                                                 | 136                                                 | 120                                                 | 98                                                  |